# Ede
Ede er en by i det centrale Holland, med et indbyggertal (pr. 2016) på cirka 112.000. Byen ligger i provinsen Gelderland.